# Colofó
|  | No s'ha de confondre amb Colofó (ciutat). |

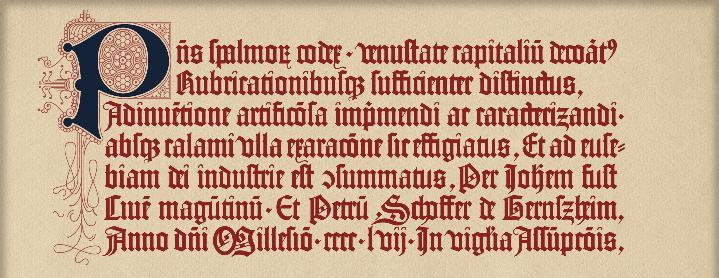
El primer colofó en un llibre imprès. Psalmorum Codex de Fust i Schöffer (1457)

El colofó és la inscripció o anotació posada al final d'un llibre per indicar el nom de l'impressor, el lloc i la data de la impressió, la marca d'impressor i altres circumstàncies referents al llibre. El primer llibre imprès amb colofó és el Psalmorum
Còdex o Salteri de Magúncia, imprès per Johann Fust i Peter Schöffer a
Magúncia, el 14 d'agost de 1457.
El colofó és un dels elements tradicionals del llibre, amb el seu origen en els rotlles (títol de l'obra i nombre de fulls i línies escrites, data, etc.), passant als còdexs (indicaven el lloc, la data de la còpia, nom del copista i altres dades) i el van heretar els impresos.

## Origen
En els manuscrits era la fórmula final de la còpia d'un text en què el copista pot indicar el seu nom, el lloc o la data de la còpia i altres informacions.
Com a conseqüència de la imitació dels còdexs
baixmedievals, podem trobar-nos un final al qual únicament s'afegeix la indicació que està acabat i s'agraeix a Déu, amb un Laus Deo o un Deo Gratias, haver pogutacabar la feina, però el més habitual és que s'indiqui quin és el títol del
tractat, qui és l'autor, i menys vegades en quina data i en quin lloc el va
escriure (o potser en algun cas on es va copiar, a mà, el text que ara ha
arribat al taller d'impremta).

## Història
En el llibre imprès, es tracta d'una fórmula que se situa al final del text, en l'última pàgina senar, en què, com a mínim, s'indiquen les dades de l'autor, el títol, costejador, menció de la correcció, censura i llicència, d'edició, elogis a l'obra, oracions, etc. El normal, certament, és l'aparició al final, però poden trobar-se en altres llocs, fins i tot múltiples colofons dins d'una mateixa obra, referits a cada una de les seves parts o capítols.
A poc a poc, segons es va estructurant la portada al llarg dels segles xvi i xvii, el colofó anirà perdent protagonisme i, quan apareix, es reduirà normalment a la seva mínima expressió.
Amb l'aparició de la portada en la història del llibre era de suposar que el colofó desapareixeria, però no ha estat així, s'ha continuar utilitzant, de vegades repetint la informació de la portada, però habitualment es reserva per les indicacions relatives a l'impressor, perquè les relatives al llibrer-editor es posen a la portada.

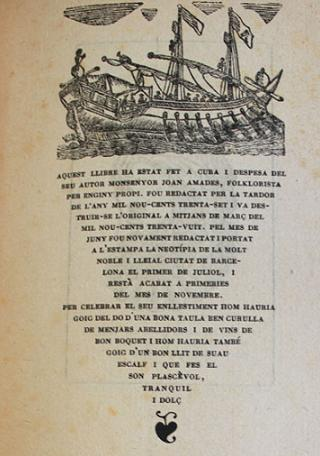
Colofó del llibre: El llibre segons el poble, de Joan Amades, La Neotípia, Barcelona, 1938.

## Interès
Així doncs, el colofó ofereix en safata als estudiosos unes dades de gran interès: els dirà, desgraciadament no sempre, qui
és l'autor de l'obra (se sap que pot no ser l'autèntic), el títol de l'obra (sense oblidar que pot ser no coincident en les diferents edicions), el nom del
mestre impressor, amb el lloc on té el
taller i la data, amb suficient, bastant o abundós detall, declarant només
l'any, el mes i l'any, el dia i el mes i l'any, i fins i tot, en algun cas, arribant a declarar l'hora en què es va acabar la tirada. Però això passa poc,
la majoria posen l'any i prou, i de vegades ni això ni el lloc ni el taller.
Pel que respecte a l'expressió de l'any, existeix
la possibilitat que no coincideixi amb el de la portada, bé per la
diferència de data entre la impressió d'ambdós o per altres circumstàncies. De
vegades, en fer-se una edició en dos tallers diferents, podem tenir
diferències notables fins i tot del lloc d'impressió.
Alguns colofons menteixen expressament, i no es
poden deixar de costat les errates, com la famosa de la Grammatica de Bartolomeu Mates que en el colofó diu: Barcelona, MCDLXVIII (1468), en comptes de MCDLXXVIII (1478) segons uns i MCDLXXXVIII (1488) segons altres.

## Tipus
Per les seves característiques hi ha diverses tipologies de colofons

a) 
colofons que recorden les subscripcions dels
copistes.
b) 
colofons que informen, amb major o menor detall,
sobre els responsables del producte: impressor i/o editor i, rarament,
correctors, mecenes, etc, i a més a més indican el lloc i la data de la
impressió.
c) 
colofons més ‘literaris' que podem trobar:
elogis al mateix art d'imprimir, a l'autor o a l'obra, al lloc on és el
taller o a l'autoritat que allí governa;
detalls sobre l'impressor i les circumstàncies en què la publicació s'ha
realitzat (amb al·lusions a una plaga o a una inundació, per exemple); anotacions
destacant la novetat o la correcció de l'obra; invitacions perquè l'obra sigui
adquirida i llegida, etc.
d) 
colofons mètrics, que es repetien en successives
edicions acomodant (de vegades només a mitges) la data.

## Tipografia
Des
del punt de vista tipogràfic, el colofó adopta una disposició diferent de la
resta de l'obra. Normalment apareix en forma de piràmide invertida (
culdellàntia) o amb les línies centrades 
de diferents mesures, i en uns quants el text es
componia estèticament formant figures (de cor, campana, au, copa).